# Montemarzino
Montemarzino är en ort och kommun i provinsen Alessandria i regionen Piemonte i Italien. Kommunen hade 301 invånare (2018).